# Tú Serás la Historia de Mi Vida
"Tú Serás la Historia de Mi Vida" je pjesma kolumbijske pjevačice Shakire. Objavljena je 5. srpnja 1993. godine kao četvrti singl s njezinog albuma Peligro. Pjesma je objavljena kao CD singl u Kolumbiji; nije objavljena kao međunarodni singl, zbog čega se nije plasirala na ljestvicama. Pjesmu je napisao Desmond Child.

## Videospot
Za pjesmu "Tú Serás la Historia de Mi Vida" snimljen je spot. U spotu Shakira šeta i pjeva pokraj plaže.